# Lotella rhacina
Cá tuyết đá (Danh pháp khoa học: Lotella rhacina) là một loài cá ôn đới được tìm thấy ngoài khơi bờ biển phía đông nam Australia, Tasmania, Great Australia Bight và về phía bắc lên bờ biển phía tây nam Australia. Chúng cũng được tìm thấy xung quanh bờ biển của New Zealand và California. Chúng thuộc họ cá Moridae và không liên quan đến cá tuyết thực thụ (chi Gadus). Chúng còn được gọi là cá rìa (beardie) ở Úc. Cá tuyết đá có màu vàng xám đến đỏ nâu với viền trắng. Chúng có thể dài tới 50cm. Chúng được tìm thấy trong các hang động trong vịnh và các rạn san hô ven biển. Chúng thường được tìm thấy trong đất liền và sống ở vùng nước nông ở thềm lục địa với độ sâu điển hình từ 10 đến 90m. Nhiều loài cá khác đôi khi được gọi là cá tuyết đá, nhưng hầu hết không liên quan đến họ Cá tuyết, và được biết đến nhiều khi là cá mú.